# Lumpenproletariat
Lumpenproletariat [lúmpənproletariját] označuje najnižje sloje delavskega razreda, ki so potisnjeni na obrobje družbe. Takšen položaj vpliva tako na njihov materialni položaj kot na opredelitev do razrednega boja. 
Iz vidika materialnega položaja je lumpenproletariat pahnjen na rob preživetja; nemali delež lumpenproletariata se je prisiljen preživljati z beračenjem, prostitucijo ali uličnim kriminalom. Najpomembnejša značilnost lumpenproletariata pa je njegova vloga v razrednem boju, ki je predvsem oportunističnega značaja in velikokrat vodi do podpore kontrarevolucionarnih sil.

## Vloga lumpenproletariata v razrednem boju
Prvi faktor, ki vpliva na vlogo lumpenproletariata v razrednem boju, je njegov materialni položaj. Ker je to sloj prebivalstva, ki je potisnjen na rob družbe in na rob preživetja, je njegov položaj toliko težji; obljube za izboljšanje kratkoročnih interesov imajo nasproti (dolgoročnim) razrednim interesom toliko večjo težo. 
Družbena izključitev lumpenproletariata ima vlogo na njegovo razredno zavest oziroma na poznavanje značilnosti razrednega boja ter lastne vloge v njem. Ta faktor ima pomembno vlogo pri izoblikovanju oportunističnega pristopa lumpenproletariata do razrednega boja. Po eni strani lažje nasede obljubam vladajočega razreda, po drugi strani pa je toliko bolj dovzeten za prevzem ksenofobije (npr. antisemitizem, rasizem, nacionalizem...); zaradi obojega je toliko bolj dovzeten za manipulacije vladajočega razreda in ga je zaradi pomanjkanje razredne odsotnosti pripravljen podpreti.
Ta oportunističen pristop ne pomeni, da lumpenproletariat nikoli ne podpre revolucije, je pa ta podpora nestabilna. To vpliva na splošno stanje delavskega gibanja; v večji meri, kot sestoji iz lumpenproletariata (in postane s tem prevladujoč element), bolj nestabilno je gibanje. 
Nestabilnost podpore lumpenproletariata izhaja iz njegovega oportunističnega pristopa do razrednega boja; če dobi s strani kontrarevolucije boljšo ponudbo, bo zamenjal strani. V tem primeru vrste lumpenproletariata sestavljajo udarne enote kontrarevolucije, ki jih slednja porabi za uničenje kontrarevolucionarnih sil. Zgodovinski primer takšne vloge lumpenproletariata je državni udar Napoleona III v Franciji leta 1851.

### Lumpenproletariat v državnem udaru Napoleona III
Napoleon III svojemu vzponu na oblast leta 1851 dolguje stanju razrednega boja, ki je potekal v Franciji. Pri tem sta bila ključno stanje znotraj samega vladajočega razreda ter militantnost delavcev nasproti temu vladajočemu razredu.
V tem obdobju francoske zgodovine se je vladajoči razred delil na dva dela: prvi del so bili ostanki aristokracije, drugi pa buržoazija. Ta razkol znotraj vladajočega razreda je imel odsev v francoski politični sliki. Vladajoča politika se je namreč delila na frakcijo legitimistov, ki je zastopala aristokracijo, ter frakcijo orleanistov, ki je zastopala buržoazija. Ti dve frakciji vladajočega razreda sta bili v medsebojnem sporu zaradi konflikta njunih materialnih interesov; natančneje, zaradi vprašanje razdelitve presežnega produkta med obema frakcijama. To je bila tudi materialna podlaga za republiko kot državno ureditev; ta je obstajala, da sta lahko obe frakciji delno uveljavili svoje interese, hkrati pa nobena stran ni bila dovolj močna, da bi dokončna prevladala nad drugo in obdržala oblast.
To je bilo tudi obdobje nemira v vrstah delavskega razreda, ki je leta 1848 eskaliral v vstajo; v začetnih fazah je k militantnosti pripomogla tudi montanja, stranka radikalnega malomeščanstva, ki pa je tekom dogodkov izgubila radikalni naboj. Po zadušeni vstaji je Napoleon III iz vrst lumpenproletariata ustanovil svojo paravojaško enoto z imenom Družba 10. decembra; ta je za Napoleona ostala relevantna sila tudi po njegovem državnem udaru.
Za vzpon Napoleona III na oblast je tako bil ključen konflikt interesov znotraj vladajočega razreda ter grožnja delavskih vstaj. Napoleon se je prikazoval kot sila, ki lahko zaščiti vsakega pred vsem; združeni vladajoči razred pred delavci in kmeti, slednje pred plenjenjem buržoazije, istočasno pa je vse te razrede združil pod skupno oznako francoskega naroda. Njegova baza do vzpona na oblast je gradila na kmetih in paravojaških enotah lumpenproletariata.

### Marksizem in lumpenproletariat
Znotraj marksizma je mnenje glede mobilizacije lumpenproletariata v razredni boj deljeno. Marx in Engels sta izpostavljala njegov oportunistični značaj, ki vodi v močno tendenco prebega na stran reakcije. Marx je to prikazal na opisanem primeru Napoleona III v Franciji. Engelsov zgodovinski primer pa sega v 16. stoletje, v nemške kmečke vojne, kjer opisuje, kako so ljudje, ki so se približevali položaju lumpenproletariata (npr. brezpravni delavci v mestih in potepuhi), nedosledno podpirali kmečke upore (da so npr. prosto prihajali in odhajali iz uporniških vrst); navaja tudi pomanjkanje discipline v njihovih vrstah, kar je vplivalo na disciplino celotnega kmečkega in delavskega gibanja. Iz razloga, da lumpenproletariat neredko podpre vladajoči razred, sta ga Marx in Engels v Komunističnem manifestu tudi imenovala »nevarni družbeni razred«.
Mao Zedong je marksistično tezo o vlogi lumpenproletariata dopolnil. Sicer je opozoril na njegovo težnjo k destruktivnosti, a je menil, da lahko pod ustreznim vodstvom postane revolucionarna sila; poudarek pa je na tem, da lumpenproletariat ne prevzema vodilne vloge v revolucionarnem boju, ampak se podredi vodstvu delavcev in kmetov, vodilnima razredoma komunistične revolucije.    